# Meat Loaf
Meat Loaf, nome artístico de Michael Lee Aday (Dallas, 27 de setembro de 1947 – Nashville, 20 de janeiro de 2022), foi um músico, cantor, produtor e ator norte-americano. Ficou conhecido pelo seu álbum Bat Out of Hell e por muitas canções que fizeram parte de bandas sonoras de filmes.
Seu nome artístico, em tradução livre ao português, significa "bolo de carne", mais especificamente rolo-de-carne, um prato muito comum nos Estados Unidos, feito com carne picada, queijo, tomate, cebola e especiarias.

## Vida
Nascido em Dallas (Texas) Marvin Lee Aday é filho único de Wilma Artie, que foi uma professora e cantora de Música gospel, e Orvis Wesley Aday, um oficial de polícia e veterano da Segunda Guerra Mundial, com problemas de alcoolismo. Aday e sua mãe dirigiam em volta dos bares em Dallas, à procura de Orvis para levá-lo para casa. Como consequência, Aday passou a morar frequentemente com sua avó Charlsee Norrod.
Segundo o cantor foi o seu próprio pai que lhe pôs o apelido de meat, devido a ter nascido com uma cor vermelha e a ter mantido mais tempo que o normal.
O apelido completo foi dado pelo seu treinador, quando ele estava em cima dele e este lhe disse "Sai daqui seu "meat loaf"!", que traduzido para o português seria "rolo de carne!".
Em 1958 foi diagnosticado à sua mãe cancro do pulmão. Em 1968, estudou no colégio "Norte de Texas", morreu a sua mãe, e após um convivência turbulenta com seu pai Orvis, ele decidiu afastar-se após uma tentativa do pai de querer assassiná-lo.

## Ator
Trabalhou nas peças musicais Rainbow in New York e More Than You Deserve, esta última escrita por Jim Steinman. Participou na versão cinematográfica da peça musical The Rocky Horror Show, interpretando o papel de Eddie.
Em 1997 atuou no filme Spice World, é um filme britânico estrelado pela maior girl band pop do mundo Spice Girls, no filme, atuou como o motorista do ônibus da banda.
Na série humorística South Park participou do episódio Chef Aid como ele mesmo em 1998.
Em 1999 participou do filme Crazy in Alabama (Loucos do Alabama) no papel do xerife John Doggett.
Fez o papel de Robert Paulsen no filme Clube da Luta em 1999.
Em 2006 atuou como o pai de J.B no filme Tenacious D in: The Pick of Destiny.
Também participou de um episódio da série House, M.D, encarnando o personagem Eddie, na 5.ª temporada da série.
Na série Glee interpretou a personagem Barry Jeffries no 15.º episódio da 2.ª temporada, intitulado The Rocky Horror Glee Show.

## Músico
Iniciou sua carreira musical aos vinte anos, em Los Angeles, com a banda Meat Loaf Soul.
Após trabalhar um tempo como mecânico, foi contratado para a ópera rock Hair, de estilo hippie, com a qual faz uma digressão pelos EUA.
Gravou um disco em Detroit, com uma cantora chamada Stoney, sendo os primeiros cantores brancos a gravar na Motown. Tiveram um êxito relativo.
Em 1971 decidiu associar-se ao compositor e pianista Jim Steinman. Dois anos mais tarde decidiram ir a Los Angeles para apresentar o seu disco, mas este foi recusado em todas as discográficas. Decidiram financiar o disco pelos seus próprios meios.
Em 1976, em um concerto em Woodstock (Nova Iorque), conheceu a sua esposa, Leslie Edmond, que trabalhava como manager de Bob Dylan e Janis Joplin.
Após gravarem o disco Bat out of Hell, continuaram sem conseguir apoio de nenhuma discográfica. Todd Rundgren, integrante do grupo Utopia, produziu o disco.
Em 1977, a sua esposa ficou grávida da sua filha Amanda.
Meat Loaf e Jim Steinman decidiram fazer uma pausa, mas a discográfica não aceitou, porque queria lançar um segundo disco (Bad for Good). Segundo parece, Meat Loaf estava com uma infecção nas cordas vocais, e isto fê-lo abandonar o projecto, tendo o disco saído como um trabalho a solo de Steinman.
Em 1981 encontrava-se em graves dificuldades financeiras, e o seu trabalho como actor, assim como o seu disco Dead Ringer não tiveram o êxito esperado. O disco de Jim Steinman e o do próprio Meat Loaf competiram nas vendas e nas campanhas de marketing.
Em 1983 triunfou em uma digressão pela Europa, mas os seus problemas financeiros agravaram-se devido a petições judiciais, ficando na ruína.
Apesar disso, conseguiu gravar Midnight At The Lost And Found, que passou sem pena nem glória, com o tema chamado Wolf At Your Door, que faz referência aos seus múltiplos problemas económicos.
Em 1984 mudou para a Arista Records - que anteriormente havia recusado Bat Out Of Hell - para gravar Bad Attitude e Blind Before I Stop.
Conseguiu alcançar pouco êxito à custa de digressões constantes, até que em 1989 voltou a associar-se a Steinman, editando Bat Out Of Hell II, que foi lançado no mercado 1993, sendo número um em vendas em todo o mundo. Com a canção "I'd Do Anything For Love (But I Won't Do That)", obteve o Grammy Award para melhor desempenho vocal solo de rock, alcançou os primeiros lugares nas paradas e o videoclipe dirigido por Michael Bay foi emitido em todo o mundo.
Após o rotundo êxito do segundo volume de Bat Out Of Hell, lançou-se num novo projecto, que sairia em 1995 (Welcome To The Neighbourhood), mas não conseguiu alcançar o êxito esperado, retomando a faceta de ator, sem deixar de dar concertos. Durante este período pôde-se vê-lo em Loucos em Alabama (com Antonio Banderas) ou em Clube da Luta (de David Fincher).
Em 2003, lançou um novo disco intitulado Couldn't Have Said It Better (Myself), que inclui com uma versão do clássico de Bob Dylan Forever Young.
Em 2006, voltou a unir-se a Jim Steinman para criar a terceira parte da "saga". O disco saiu a 23 de Outubro desse ano, com o nome Bat Out of Hell III: The Monster is Loose.
Em 2011, sua musica "Alive" compôs a trilha sonora do Filme Furia sobre rodas (Drive Angry) com Nicolas Cage no papel principal.
Em 2016, após alguns anos, o cantor voltou a trabalhar com Jim Steinman em seu 13.º álbum, intitulado Braver Than We Are. Todas as canções da obra foram compostas e produzidas por Jim Steinman. Algumas canções do álbum se destacaram, como "Going All The Way Is Just A Start (A Song In 6 Movements)" e "Speaking In Tongues".

## Morte
Loaf morreu em 20 de janeiro de 2022, aos 74 anos de idade.

## Discografia

### Singles
EUA

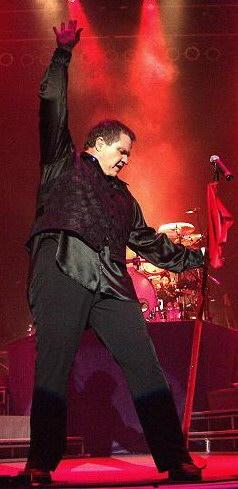
Meat Loaf em um concerto, 2004

- 1971 "What You See Is What You Get" (dueto com Shaun Murphy) #71
- 1978 "Two Out of Three Ain't Bad" #11
- 1978 "Paradise by the Dashboard Light" #39
- 1979 "You Took The Words Right Out Of My Mouth" #39
- 1981 "I'm Gonna Love Her for Both of Us" #84
- 1993 "I'd Do Anything for Love (but I Won't Do That)" #1
- 1994 "Rock and Roll Dreams Come Through" #13
- 1994 "Objects in the Rear View Mirror May Appear Closer Than They Are" #38
- 1995 "I'd Lie for You (And That's the Truth)" #13
- 1996 "Not a Dry Eye in the House" #82

Reino Unido
- 1971 "What You See Is What You Get" (dueto com Shaun Murphy) #71
- 1978 "You Took the Words Right Out of My Mouth" #33
- 1978 "Two Out of Three Ain't Bad" #32
- 1979 "Bat Out of Hell" #15
- 1981 "Dead Ringer for Love" (dueto com Cher) #5
- 1983 "Midnight at the Lost and Found" #17
- 1984 "Modern Girl" #17
- 1986 "Rock 'N' Roll Mercenaries" (dueto com John Parr) #31
- 1993 "I'd Do Anything for Love (But I Won't Do That)" #1
- 1993 "Bat Out of Hell" (reedição) #8
- 1994 "Rock and Roll Dreams Come Through" #11
- 1994 "Objects in the Rear View Mirror May Appear Closer Than They Are" #26
- 1995 "I'd Lie for You (And That's the Truth)" #2
- 1996 "Not a Dry Eye in the House" #7
- 1996 "Runnin' for the Red Light (I Gotta Life)" #21
- 1999 "Is Nothing Sacred" (dueto com Patti Russo) #15
- 2003 "Couldn't Have Said It Better" #31
- 2003 "Man of Steel" #21
- 2006 "It's All Coming Back to Me Now" (dueto com Marion Raven) #6

## Discografia

### Álbuns de estúdio
- 1971 - Stoney & Meatloaf
- 1977 - Bat Out of Hell
- 1981 - Dead Ringer
- 1983 - Midnight at the lost and Found
- 1984 - Bad Attitude
- 1986 - Blind Before I Stop
- 1993 - Bat Out of Hell II: Back Into Hell
- 1995 - Welcome To The Neighborhood
- 2003 - Couldn't Have Said It Better
- 2006 - Bat Out of Hell III: The Monster is Loose
- 2010 - Hang Cool Teddy Bear
- 2011 - Hell in a Handbasket
- 2016 - Braver Than We Are

### Compilações
- 1984 - Hits out of Hell
- 1998 - The Very Best of Meat Loaf

### Ao vivo
- 1987 - Live at Wembley
- 1996 - Live Around the World
- 1999 - VH1 Storytellers
- 2004 - Bat Out of Hell: Live With The Melbourne Symphony
- 2007 - 3 Bats Live